# Paranhos da Beira
Paranhos da Beira é uma vila portuguesa sede da Freguesia de Paranhos da Beira do Município de Seia, freguesia com 21,01 km² de área e 1265 habitantes (censo de 2021), tendo, assim, uma densidade populacional de 60,2 hab./km².
A povoação de Paranhos da Beira foi elevada à categoria de vila em 1989.
A freguesia de Paranhos da Beira é composta ainda pelas povoações de Carvalhal da Louça, Vale da Igreja e Chaveiral. Todas têm capelas onde anualmente se realizam festas religiosas.

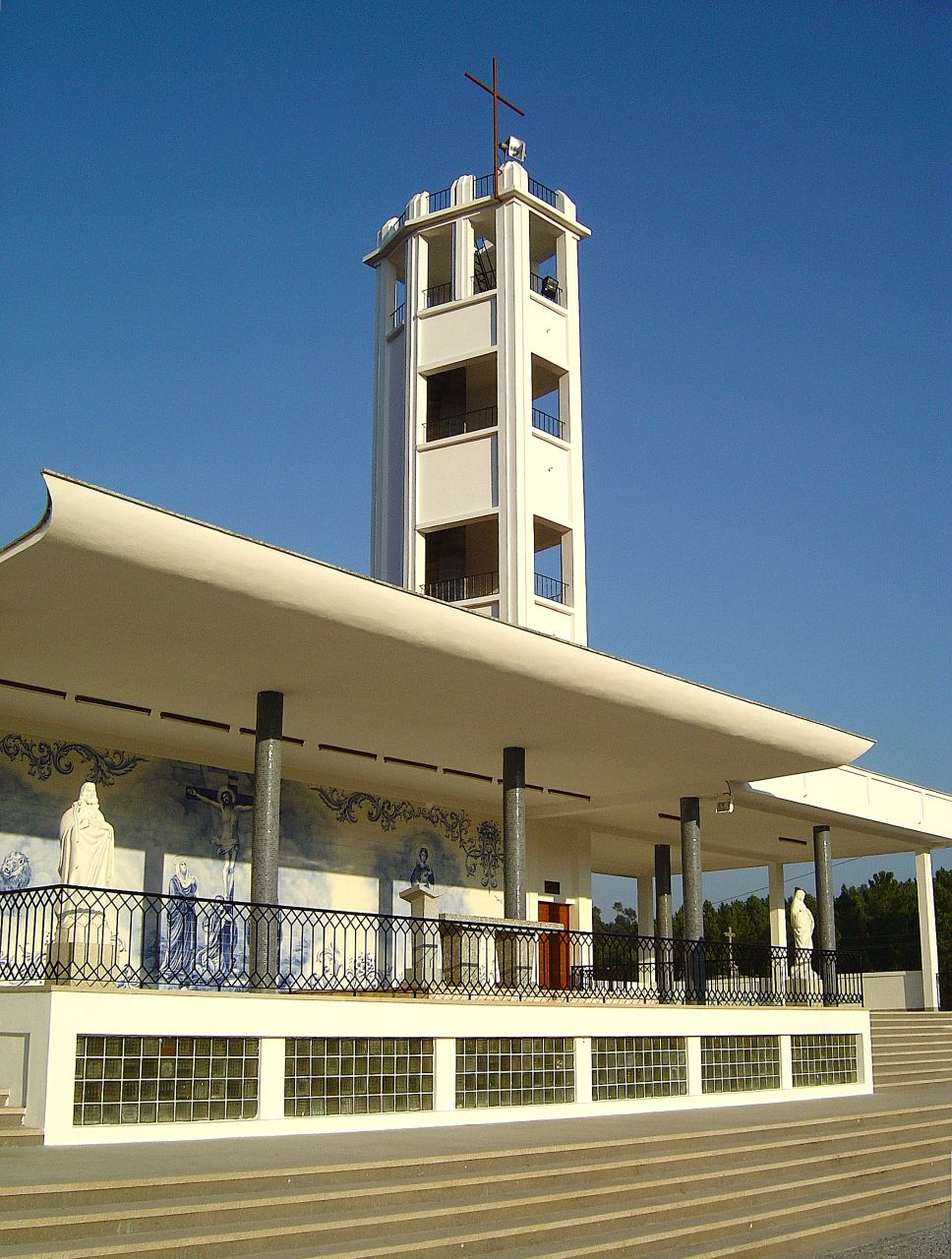
Santuário de Sta. Eufémia, em Paranhos da Beira, local de grandes romarias

## História
A sua origem remonta à época pré-histórica como comprova a Anta de Carvalhal da Louça, entretanto classificada como Monumento de Interesse Nacional. Tem 2,80 m de diâmetro e 2 m de altura, em forma de tronco pirâmide de base decagonal, constituída por nove esteios quase trapezoidais, inclinados para o centro, à excepção da chave mestra em posição vertical, formando os esteios contíguos uma espécie de cunhas; entrada orientada a Este; os esteios apresentam a totalidade da sua altura à excepção de um esteio a Sul. Com cerca de metade da altura original; a tampa apresenta insculpida uma cruz grega e uma cruz lanceolada. Corredor: os esteios encontram-se fragmentados e semi-fragmentados.

## Demografia
A população registada nos censos foi:
| Distribuição da População por Grupos Etários | Distribuição da População por Grupos Etários | Distribuição da População por Grupos Etários | Distribuição da População por Grupos Etários | Distribuição da População por Grupos Etários |
| -------------------------------------------- | -------------------------------------------- | -------------------------------------------- | -------------------------------------------- | -------------------------------------------- |
| Ano                                          | 0-14 Anos                                    | 15-24 Anos                                   | 25-64 Anos                                   | > 65 Anos                                    |
| 2001                                         | 239                                          | 231                                          | 828                                          | 416                                          |
| 2011                                         | 184                                          | 129                                          | 710                                          | 480                                          |
| 2021                                         | 113                                          | 111                                          | 565                                          | 476                                          |

## Património

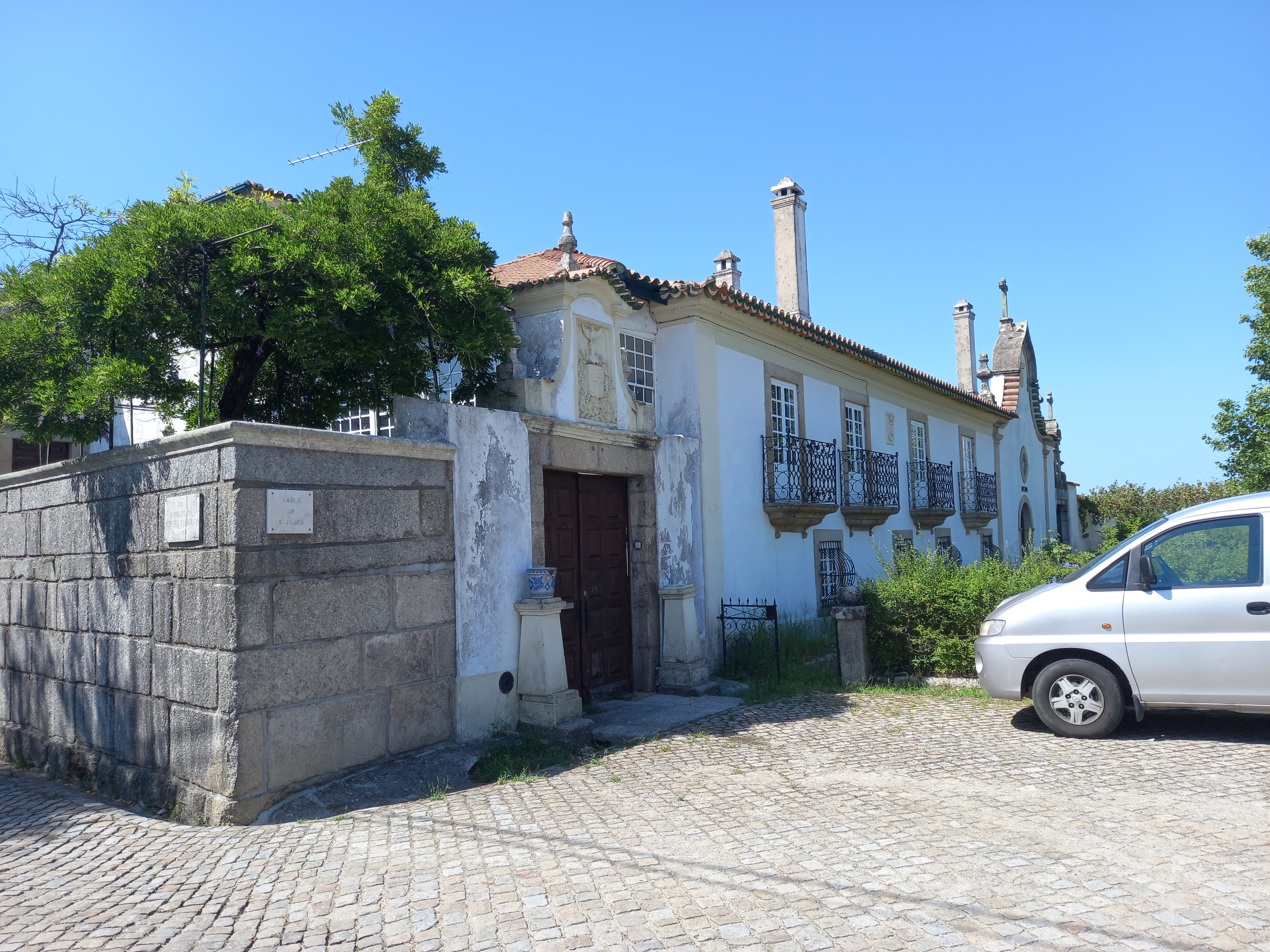
O Solar de São Julião encontra-se classificado como Imóvel de Interesse Público

- Igreja Matriz de Paranhos da Beira
- Capelas de São Marcos, Nossa Senhora da Conceição, Nossa Senhora da Boa Viagem, Nossa Senhora das Neves e Santa Eufémia
- Solar dos Fiqueiredos
- Casa do Visconde
- Ponte Romana
- Solar de São Julião, construído nos finais do século XVII. O Solar de São Julião possui Capela cujo orago é Nossa Senhora de La Salette, tendo sido classificado de interesse público pelo IPPAR
- Antas de Paranhos
- Pelourinho de Carvalhal

## Equipamentos
- Escola do 1º Ciclo de Paranhos da Beira
- Escola Básica de Paranhos da Beira
- Posto da GNR de Paranhos da Beira
- Correios CTT
- Centro Museológico de Olaria Artesanal em barro

## Associatividades
É importante referir também as coletividades desta vila, como por exemplo:
- Associação Desportiva de Paranhos da Beira;
- Associação Cultural e Recreativa de Paranhos da Beira;
- Rancho Folclórico de Paranhos da Beira.

## Olaria de Paranhos da Beira e Carvalhal da Louça
Paranhos da Beira e Carvalhal da Louça possuem uma tradição ancestral na arte da olaria artesanal em barro, dedicada à produção de utensílios para o uso doméstico, como a louça de conservação dos alimentos, e para as lides da agricultura ("lides do campo").
Atualmente é possível visitar no antigo edifício da Escola Primária um Centro Museológico criado pelo Rancho Folclórico de Paranhos da Beira dedicado a esta obra.